# Zale strigimacula
Zale strigimacula là một loài bướm đêm trong họ Erebidae.